# آدام بورجس
آدام بورجس (انگلیسی: Adam Burgess؛ زادهٔ ۱۷ ژوئیهٔ ۱۹۹۲) قایقران کانو اهل بریتانیا است.
وی در مسابقات کشوری و بین‌المللی در مجموع برندهٔ ۳ مدال طلا، ۷ مدال نقره، ۸ مدال برنز شده است.